# Ctenolophus pectinipalpis
Ctenolophus pectinipalpis là một loài nhện trong họ Idiopidae.
Loài này thuộc chi Ctenolophus. Ctenolophus pectinipalpis được William Frederick Purcell miêu tả năm 1903.